# Рената Тебальді
Рена́та Ерсі́ла Клоти́льда Теба́льді (італ. Renata Tebaldi; 1 лютого 1922, Пезаро, Італія — 19 грудня 2004, Сан-Марино) — італійська оперна співачка (лірико-драматичне сопрано). Одна з найпопулярніших оперних співачок у повоєнний період. Мала один із найкрасивіших голосів XX століття, зосереджувалась передусім на веричних ролях ліричного і драматичного репертуару.

## Біографія
Рената Тебальді народилась 1 лютого 1922 року в Пезаро, Італія, в родині віолончеліста Теобальдо Тебальді та співачки-аматорки Джузепіни Барб'єрі. У 3 роки Рената тяжко захворіла на поліомієліт. У 8 років зацікавилася грою на піаніно, згодом співала в церковному хорі. У 13 років вступила до Консерваторії Парми за класом фортепіано. Проте спеціалісти зважили на її видатні вокальні дані й Рената стала займатися в Пармській консерваторії тепер уже вокалом у Етторе Кампогальяні.
Дебютувала Рената Тебальді 23 травня 1944 року в Ровіго в ролі Елени в опері Арріґо Бойто «Мефістофель». У сезоні 1945—46 виступала в пармському театрі «Реджіо». Після великого успіху молодої співачки в Трієсті, де вона зіграла Дездемону в опері Верді «Отелло», Рената Тебальді потрапляє на прослуховування до Артуро Тосканіні, що набирав виконавців для концерту, що знаменував відновлення роботи театру Ла Скала після Другої світової війни. Тебальді справила добре враження, він назвав її «voce d'angelo» (ангельський голос). На цьому концерті вона заспівала «Молитву» («Dal tuo stellato soglio») з біблійної опери Россіні «Мойсей у Єгипті» та партію сопрано в «Te Deum» Верді. Успіх на концерті, визнання Тосканіні вдкрили великі можливості перед Тебальді. Вона стає солісткою Ла Скала, уже в наступному сезоні дістала партії Єлизавети в «Лоенгріні» Вагнера, Мімі в «Богемі» Пуччіні, Єви в «Тангейзері» Вагнера. Далі були Маргарита в «Фаусті» Ґуно, центральні партії в «Травіаті», «Силі долі», «Аїді» Верді, «Тосці» і «Богемі» Пуччіні. Уже в 40-х роках співає в усіх найкращих театрах Італії.
1950 року на запрошення Тосканіні дебютувала в ролі Аїди на сцені Ла Скала, її партнером виступив Маріо дель Монако. Творчий союз Ренати Тебальді з Маріо дель Монако був тривалим і плодотворним.
На початку 1950-х років, щойно Тебальді закріпилася на сцені Ла Скала, з'являється нова зірка — Марія Каллас, яка заступила Тебальді. Виникло прогнозоване суперництво, яке підігрівали до великої міри глядачі й преса, ніж самі співачки. Попри це, 16 вересня 1968 року Марія за лаштунками привітала Ренату з добрим виконанням ролі в опері Франческо Чілеа «Адріана Лекуврер», що розвіяло всі чутки.
1950 року почалась міжнародна кар'єра Ренати Тебальді, з трупою Ла Скала вона виступила на Едінбурзькому фестивалі, потім у Ковент-Гардені в опері «Отелло» і Реквіємі Верді. На американському континенті дебютувала в Опері Сан-Франциско в ролі Аїди, а 31 січня 1955 року на сцені Метрополітен-опера, де виконала партію Дездемони в опері «Отелло».
1953 року її голос звучить у фільмі «Аїда», де вона співає за Софі Лорен.
З понад 270 постановок на сцені Метрополітен, що в них Тебальді брала участь протягом майже 20 років, найвизначнішими є ролі Мімі в опері Пуччіні «Богема», Чіо-Чіо-Сан в «Мадам Баттерфляй», Віолетти в опері Верді «Травіата», провідні партії в операх «Тоска» та «Манон Леско».
Італійська критика зазначала сильне драматичне сопрано Ренати Тебальді, що мало гнучкість і чистоту ліричного сопрано, якому були підвладні будь-які відтінки виразності.
8 січня 1973 року Тебальді закінчила роботу в Метрополітен-опера. 1976 року дала прощальний концерт у Ла Скала.
Померла Рената Тебальді 19 грудня 2004 року в Сан-Марино, де жила протягом кількох останніх років. Похована у родинній каплиці на кладовищі в Лангірано в італійській провінції Парма.